# 辛尼河
辛尼河（義大利語：Sinni）是意大利的河流，位於該國南部，河道全長94公里，流域面積1,380平方公里，發源自亞平寧山脈，最終在注入愛奧尼亞海，平均流量每秒15立方米，該河在塞尼塞附近建有水壩。